# Wilhelm Reinhard von Hanau-Münzenberg
Wilhelm Reinhard von Hanau-Münzenberg (* 20. September 1607; † 5. September 1630 in Aachen) war ein nachgeborener Sohn des Grafen Philipp Ludwig II. von Hanau-Münzenberg (1576–1612) und der Fürstin Katharina Belgica (1578–1648), einer Tochter Wilhelms I. von Oranien-Nassau, des Schweigers.

## Leben
Wilhelm Reinhard erhielt die damals für Adelige übliche Ausbildung, zunächst auf einer Schule, später mit einer Kavalierstour, die ihn unter anderem nach Paris führte. Er hatte allerdings eine schwache Gesundheit, erkrankte mehrmals schwer und hielt sich zuletzt zur Erholung in Spa und Aachen auf, wo er am 5. September 1630 auch verstarb.
Bestattet wurde er knapp drei Monate später in der Familiengruft des Hauses Hanau-Münzenberg in der Marienkirche in Hanau in einem Holzsarg, der von einem Zinnsarg umgeben war. Der Zinnsarg wurde in den Wirren der napoleonischen Zeit 1812 gestohlen, die sterblichen Überreste in einem Sammelbegräbnis beigesetzt. Aus Anlass seiner Beerdigung ist eine Leichenpredigt erhalten.

## Vorfahren
| Ahnentafel Graf Wilhelm Reinhard von Hanau-Münzenberg | Ahnentafel Graf Wilhelm Reinhard von Hanau-Münzenberg                                                  | Ahnentafel Graf Wilhelm Reinhard von Hanau-Münzenberg                                                  | Ahnentafel Graf Wilhelm Reinhard von Hanau-Münzenberg                                                    | Ahnentafel Graf Wilhelm Reinhard von Hanau-Münzenberg                                                            | Ahnentafel Graf Wilhelm Reinhard von Hanau-Münzenberg | Ahnentafel Graf Wilhelm Reinhard von Hanau-Münzenberg |
| ----------------------------------------------------- | --- | --- | --- | --- | ----------------------------------------------------- | ----------------------------------------------------- |
| Urgroßeltern                                          | Philipp III. von Hanau-Münzenberg (1526–1561) ⚭ Helena von Pfalz-Simmern (1532–1579)                   | Philipp IV. von Waldeck (1493–1574) ⚭ Jutta von Isenburg († 1564)                                      | Wilhelm von Nassau-Dillenburg (1487–1559) ⚭ Juliana zu Stolberg (* 1506; † 1580)                         | Louis III. de Bourbon, duc de Montpensier (1513–1582) ⚭ Jacqueline de Longwy Gräfin von Bar du Seine (1538–1561) |                                                       |                                                       |
| Großeltern                                            | Philipp Ludwig I. von Hanau-Münzenberg (1553–1580) ⚭ Magdalena von Waldeck (1558–1599)                 | Philipp Ludwig I. von Hanau-Münzenberg (1553–1580) ⚭ Magdalena von Waldeck (1558–1599)                 | Wilhelm I. von Oranien-Nassau, der Schweiger (1533–1584) ⚭ Charlotte von Bourbon-Montpensier (1546–1582) | Wilhelm I. von Oranien-Nassau, der Schweiger (1533–1584) ⚭ Charlotte von Bourbon-Montpensier (1546–1582)         |                                                       |                                                       |
| Eltern                                                | Philipp Ludwig II. von Hanau-Münzenberg (1576–1612) ⚭ Katharina Belgica von Oranien-Nassau (1578–1648) | Philipp Ludwig II. von Hanau-Münzenberg (1576–1612) ⚭ Katharina Belgica von Oranien-Nassau (1578–1648) | Philipp Ludwig II. von Hanau-Münzenberg (1576–1612) ⚭ Katharina Belgica von Oranien-Nassau (1578–1648)   | Philipp Ludwig II. von Hanau-Münzenberg (1576–1612) ⚭ Katharina Belgica von Oranien-Nassau (1578–1648)           |                                                       |                                                       |
| Wilhelm Reinhard                                      | | | | |                                                       |                                                       |

Zur Familie s. 